# Ján Slota

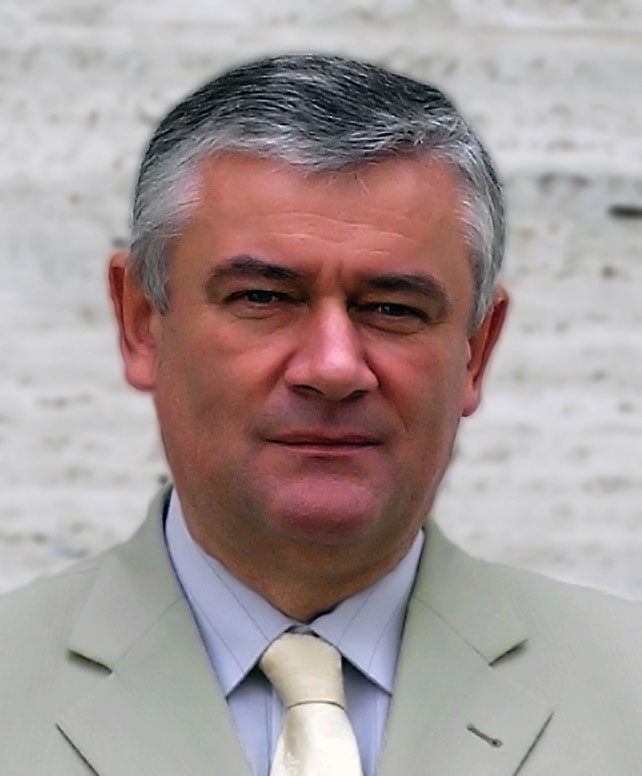
Ján Slota (2006)

Ján Slota (* 14. September 1953 in Lietavská Lúčka) ist ein ehemaliger slowakischer ultranationalistischer Politiker und ehemaliger Abgeordneter im Nationalrat der Slowakischen Republik. Slota war Vorsitzender der Slowakischen Nationalpartei (1994–1999 und 2003–2012), Vorsitzender der Splitterpartei Wahre Slowakische Nationalpartei (1999–2003) sowie langjähriger Bürgermeister von Žilina (1990–2006).
Unter seiner Führung beteiligte sich die Slowakische Nationalpartei an den Regierungen der Ministerpräsidenten Vladimír Mečiar (1994–1998) und Robert Fico (2006–2010).

## Leben
Nach der Wende von 1989 nahm er an der Gründung der Slowakischen Nationalpartei (SNS) teil. Er war zwischen 1994 und 1999 Vorsitzender dieser Partei.
Er war von 1990 bis 2006 der Bürgermeister von Žilina, wobei er 1994, 1998 und 2002 wiedergewählt wurde.
Wegen innerparteilicher Konflikte verließ er die SNS und gründete 2001 eine nationalistische Partei mit dem Namen „Wahre Slowakische Nationalpartei“ (slowakisch Pravá Slovenská národná strana). Keine der beiden nationalistischen Parteien konnten bei den Parlamentswahlen 2002 die 5 %-Hürde überwinden. Diese Wahlergebnisse waren der Hauptgrund dafür, dass sich die beiden Parteien unter dem Vorsitz von Slota wieder vereinigten. Bei den Wahlen 2006 erzielte Slotas wiedervereinigte Partei 11,73 % der Stimmen und konnte mit 20 Mandaten in das Parlament einziehen. Die Slowakische Nationalpartei trat nach den Wahlen in eine Koalition mit SMER und ĽS-HZDS ein. Ján Slota selbst war jedoch nicht Mitglied der Regierung. Bei den Parlamentswahlen am 12. Juni 2010 konnte die SNS nur noch 5,08 % der Stimmen und neun Mandate erreichen. Die Partei war danach nicht mehr an der Regierung beteiligt. Bei den vorgezogenen Parlamentswahlen 2012 scheiterte die SNS mit 4,6 % knapp an der 5%-Hürde.
Am 6. Oktober 2012 trat Slota als Parteichef der Slowakischen Nationalpartei zurück, behielt sich aber als „Ehrenvorsitzender“ der Partei ein Vetorecht bei den politischen Entscheidungen der Partei vor. Sein Nachfolger wurde der ehemalige Vizevorsitzende der Partei Andrej Danko. Am 24. April 2013 wurde Slota jedoch wegen Unregelmäßigkeiten bei der Bewirtschaftung des Parteivermögens während seiner Amtszeit aus der SNS ausgeschlossen.

## Kritik und Skandale

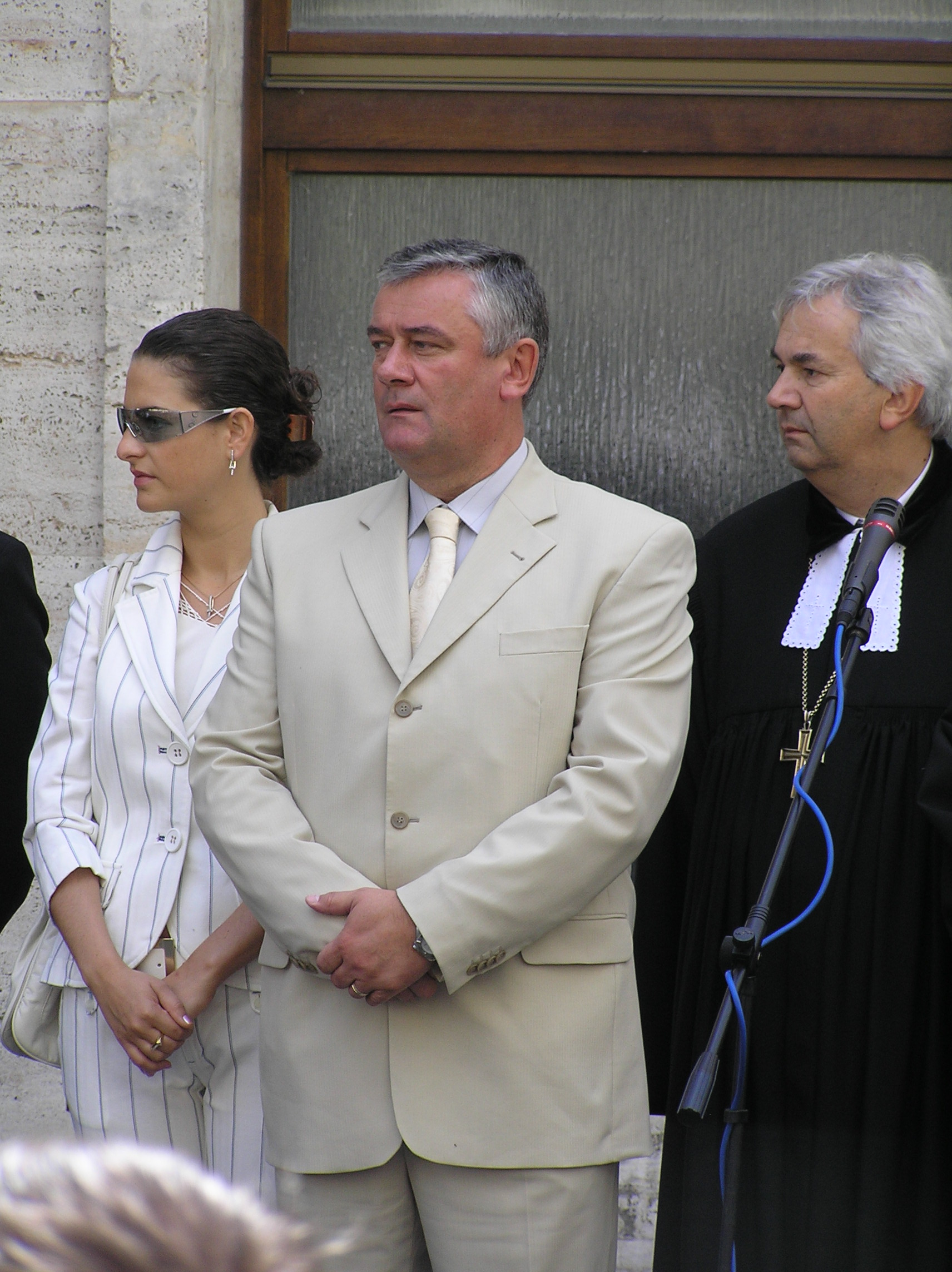
Ján Slota mit seiner Frau Ľubica.

Slota erntete wiederholt heftige Kritik wegen seiner (oft in alkoholisiertem Zustand geäußerten) Haltung gegenüber der ungarischen Minderheit, der Roma-Minderheit sowie gegenüber Homosexuellen.
So forderte er beispielsweise in angetrunkenem Zustand, die Panzer zu bemannen und nach Budapest zu fahren, um die ungarische Hauptstadt „dem Erdboden gleichzumachen“. Zur Parlamentswahl 1994 konzentrierten sich die Angriffe Slotas auf die magyarische Minderheit im Land. So plädierte der SNS-Chef dafür, die Wahlprogramme der Parteien dieser Minderheit zu überprüfen, ob diese nicht die „territoriale Integrität und staatliche Souveränität“ der Slowakei in Frage stellen würden. Wäre dies der Fall gewesen, so hätten die slowakischen Gerichte sie allesamt verbieten sollen. Die Magyaren zeichneten sich laut Slota dadurch aus, „leider durch slawisches Blut zivilisiert“ worden zu sein. Ungarnkönig Stephan I. war seiner Meinung nach ein „Clown auf einem Pferd“. Bei anderer Gelegenheit nannte er in der Slowakei lebende ungarische Minderheit das „Krebsgeschwür im Körper der slowakischen Nation“.
Um das „Zigeunerproblem“ zu lösen, schlug Slota vor, Peitschen einzusetzen und bezeichnete diese Minderheit sowohl als „Kriminelle“, „Idioten“, „geistig Zurückgebliebene“ und „Parasiten, die eliminiert werden müssen“. In einem überraschenden Bündnis mit dem Roma-Parlament erklärte er jedoch, dass seine Partei mit den Roma zusammenarbeiten werde, um die Situation der Roma-Minderheit zu verbessern. International sorgte Slota für besonderes Aufsehen, als er als Bürgermeister von Žilina 1996 bekannt gab, ein 100 Meter hohes Gebäude in Form des slowakischen Staatswappens bauen zu wollen. Der Plan wurde jedoch erwartungsgemäß nicht umgesetzt.
Im Jahr 1997 unterschrieb Slota während eines Treffens mit dem Parteichef der Serbischen Radikalen Partei und mutmaßlichen Kriegsverbrecher Vojislav Šešelj in Žilina eine Vereinbarung über die Zusammenarbeit der beiden Parteien.
In Žilina ließ er am 14. März 2000 für den als Kriegsverbrecher verurteilten und 1947 hingerichteten, aber heute von vielen Slowaken verehrten Präsidenten des Slowakischen Staates Jozef Tiso eine Gedenktafel anbringen.
Gemäß Dokumenten des Slowakischen Nationalgedenkinstitutes überfiel Slota in seiner Jugend zwei dörfliche Geschäfte, wobei ein Schaden in Höhe von 22.000 Kronen, damals der Preis von zwei PKWs, entstand. Nach dieser Tat floh er nach Wien, wo er von der Polizei bei einem versuchten Autodiebstahl ertappt wurde. Anschließend saß Slota zwei Monate in Untersuchungshaft in der Slowakei.

## Außenpolitische Ansichten
Slota kritisierte mehrmals die Außenpolitik der USA. So erklärte er beispielsweise, die Amerikaner hätten eine „Weltdiktatur“ errichtet: „Sie liquidieren ganze Nationen und bombardieren, wen sie wollen!“
Ján Slota verurteilte den Internationalen Militäreinsatz in Libyen 2011 scharf, weil nicht klar sei, wer die Aufständischen seien. Die internationale Gemeinschaft habe schon einmal, so Slota, aufgrund von Täuschungen den Irak angegriffen. Dies dürfe in Libyen nicht zugelassen werden. „Den Abenteurern geht es nicht um die Menschen oder um Demokratie, sondern nur um das libysche Öl“.